# Sainte-Colombe, Seine-Maritime
Sainte-Colombe är en kommun i departementet Seine-Maritime i regionen Normandie i norra Frankrike. Kommunen ligger i kantonen Saint-Valery-en-Caux som tillhör arrondissementet Dieppe. År 2022 hade Sainte-Colombe 222 invånare.

## Befolkningsutveckling
Antalet invånare i kommunen Sainte-Colombe
| Referens: INSEE |